# Folwark (Grzegorzowice)
Folwark – część wsi Grzegorzowice w Polsce, położona w województwie świętokrzyskim, w powiecie ostrowieckim, w gminie Waśniów.
W latach 1975—1998 Folwark administracyjnie należał do województwa kieleckiego.